# Nationaal Songfestival 1976
Het Nationaal Songfestival 1976 werd gehouden in het Congresgebouw te Den Haag (hetzelfde gebouw waar ook het Eurovisiesongfestival 1976 zou worden gehouden) op 18 februari. Het werd gepresenteerd door Willem Duys. Vijf artiesten deden mee. De winnaar werd gekozen door 11 regionale jury's die elk tien punten te verdelen hadden over de vijf liedjes. De winnaar was Sandra Reemer met het liedje The party is over now.
Sandra Reemer had Nederland al vertegenwoordigd in 1972 (met Andres), nu deed Reemer solo mee. Andres deed mee met Rosy.
| Startplaats | Artiest           | Lied                         | Punten | Plaats |
| ----------- | ----------------- | ---------------------------- | ------ | ------ |
| 1           | Spooky & Sue      | "Do You Dig It"              | 5      | 5      |
| 2           | Bolland & Bolland | "Souvenir"                   | 30     | 2      |
| 3           | Sandra Reemer     | "The party's over"           | 35     | 1      |
| 4           | Rosy & Andres     | "I Was Born to Love"         | 17     | 4      |
| 5           | Lucifer           | "Someone Is Waiting for You" | 23     | 3      |

1956 · 1957 · 1958 · 1959 · 1960 · 1961 · 1962 · 1963 · 1964 · 1965 · 1966 · 1967 · 1968 · 1969 · 1970 · 1971 · 1972 · 1973 · 1974 · 1975 · 1976 · 1977 · 1978 · 1979 · 1980 · 1981 · 1982 · 1983 · 1984 · 1986 · 1987 · 1988 · 1989 · 1990 · 1992 · 1993 · 1994 · 1996 · 1997 · 1998 · 1999 · 2000 · 2001 · 2003 · 2004 · 2005 · 2006 · 2007 · 2008 · 2009 · 2010 · 2011 · 2012